# 1961 en sport

Cet article présente les faits marquants de l'année 1961 en sport.

## Automobile
- Phil Hill remporte le Championnat du monde de Formule 1 au volant d’une Ferrari.
- Ned Jarrett remporte le championnat de la série NASCAR avec un montant total de 27,285 $ (USD).

## Baseball
- Les Yankees de New York remportent la Série mondiale face aux Reds de Cincinnati.
- Roger Maris frappe 61 coups de circuit, battant le record de Babe Ruth.

## Basket-ball
- 11 avril : Les Celtics de Boston sont champions NBA en battant en finales les Hawks de Saint-Louis 4 manches à 1.
- 22 avril : Alsace de Bagnolet est champion de France.
- 8 mai : L'URSS devient championne d'Europe.

## Cyclisme
- Jacques Anquetil annonce dès avant le départ du Tour de France son intention de conserver le maillot jaune de bout en bout. Cet exploit annoncé est réalisé au grand dam des organisateurs et du public privés de suspense.

## Football
- 31 mai : le Benfica Lisbonne est le premier club dans l'histoire du football, en dehors du Real Madrid, à remporter la Coupe d'Europe des clubs champions.

## Football américain
- 1er janvier : les Oilers de Houston sont champions de l’AFL. Article détaillé : Saison AFL 1960.
- 24 décembre : les Oilers de Houston sont champions de l’AFL. Article détaillé : Saison AFL 1961.
- 31 décembre : les Packers de Green Bay sont champions de la NFL. Article détaillé : Saison NFL 1961.

## Hockey sur glace
- Les Black Hawks de Chicago remportent la Coupe Stanley 1961.
- Coupe Magnus : Chamonix est sacré champion de France.
- Le Canada remporte le championnat du monde.
- Zurcher SC est champion de Suisse.

## Rugby àXIII
- 7 mai : à Perpignan, Carcassonne remporte la Coupe de France face à Lézignan 5-2 après-prolongations.
- 28 mai : à Toulouse, Lézignan remporte le Championnat de France face à Roanne 7-4.

## Rugby àXV
- La France remporte le Tournoi.
- L’AS Béziers est champion de France.

## Speed-ball
- Mohamed Lotfy (Égypte) invente le speed-ball pour entraîner les joueurs de tennis débutants sans se douter qu’il avait créé un sport à part entière.

## Naissances
- 6 janvier : Georges Jobé, pilote moto belge.
- 8 janvier : Calvin Smith, athlète américain, champion olympique du relais 4 × 100 m aux Jeux de Los Angeles en 1984.
- 10 janvier : William Ayache, footballeur français, champion olympique aux Jeux de Los Angeles en 1984.
- 17 janvier :
  - Michael Kiernan, joueur de rugby à XV irlandais.
  - Alex Ramos, boxeur américain.
- 18 janvier : Mark Messier, hockeyeur canadien.
- 26 janvier : Wayne Gretzky, hockeyeur canadien.
- 4 février : Dominique Lefebvre, footballeur puis entraîneur français.
- 7 mars : Chris Dickson, skipper (voile) néo-zélandais.
- 15 mars : Terry Cummings, joueur de basket-ball américain.
- 23 mars : Lothar Matthäus, footballeur allemand.
- 20 avril : Paolo Barilla, pilote automobile italien, ayant disputé 15 Grands Prix de Formule 1 en 1989 et 1990.
- 24 avril : José Touré, footballeur français, surnommé le Brésilien.
- 30 avril : Isiah Thomas, basketteur américain.
- 13 mai : Dennis Rodman, basketteur américain.
- 1er juin : Paul Coffey, hockeyeur canadien.
- 24 juin : Natalia Chapochnikova, gymnaste soviétique, championne olympique au saut de cheval en 1980, qui a inventé un lâcher portant son nom aux barres asymétriques.
- 1er juillet : Carl Lewis, athlète américain, ayant remporté 9 médailles d'or aux Jeux olympiques en quatre olympiades (1984, 1988, 1992 et 1996) et 8 titres de champion du monde de 1983 à 1993.
- 11 juillet : Werner Günthör, athlète lanceur de poids suisse.
- 18 juillet : Jackie Vimond, pilote moto français
- 19 juillet : Bruno Jourdren, skipper (voile) français.
- 28 juillet : René Jacquot, boxeur français.
- 16 août : Bertrand Pacé, skipper (voile) français.
- 24 août : Ingrid Berghmans, judokate belge.
- 2 septembre : Carlos Valderrama, footballeur colombien.
- 10 septembre : Uwe Freimuth, athlète est-allemand, spécialiste du décathlon.
- 15 septembre : Dan Marino, joueur américain de football US.
- 18 septembre : Alain Casanova, footballeur puis entraîneur français
- 12 novembre :
  - Nadia Comăneci, gymnaste roumaine, 5 titres olympiques et plus jeune championne olympique de l’histoire.
  - Enzo Francescoli, footballeur uruguayen.
- 27 décembre : Laurent Roussey, footballeur français.
- 30 décembre :
  - Ben Johnson, athlète canadien, spécialiste du sprint.
  - Charlie Nicholas, footballeur professionnel écossais.

## Décès
- 16 février : Dazzy Vance (Clarence Arthur Vance), 69 ans, joueur de baseball américain. (° 4 mars 1891).
- 25 juillet : Emilio de la Forest de Divonne, aristocrate italien, président de la Juventus de 1936 à 1941. (° 7 septembre 1899).